# Liste der Biografien/Uf
Liste der Biografien |
Portal Biografien |
Personensuche
# |
A |
B |
C |
D |
E |
F |
G |
H |
I |
J |
K |
L |
M |
N |
O |
P |
Q |
R |
S |
T |
U |
V |
W |
X |
Y |
Z |
?
 
Ua |
Ub |
Uc |
Ud |
Ue |
Uf |
Ug |
Uh |
Ui |
Uj |
Uk |
Ul |
Um |
Un |
Uo |
Up |
Uq |
Ur |
Us |
Ut |
Uu |
Uv |
Uw |
Ux |
Uy |
Uz
Die Liste der Biografien führt alle Personen auf, die in der deutschsprachigen Wikipedia einen Artikel haben. Dieses ist eine Teilliste mit 52 Einträgen von Personen, deren Namen mit den Buchstaben „Uf“ beginnt.

## Uf

### Ufa
- Ufak, Erhan (* 1978), türkischer Schauspieler

### Ufe
- Ufer, Adolf (1863–1939), deutscher Verwaltungsjurist
- Ufer, Andrea (* 1963), deutsche Filmproduzentin und Regisseurin
- Ufer, Franz (* 1996), deutscher Filmproduzent und Regisseur
- Ufer, Heinz (1926–1975), deutscher Archivar und Heimatforscher
- Ufer, Heinz (1934–2010), deutscher Komponist, Pädagoge und Politiker (SPD)
- Ufer, Johannes (1912–1987), deutscher Maler und Bildhauer
- Ufer, Oswald (1828–1883), deutscher Maler und Kupferstecher sowie Fotograf
- Ufer, Peter (* 1964), deutscher Journalist, Autor und Moderator
- Ufer, Steffen (* 1940), deutscher Jurist, Strafverteidiger
- Ufer, Tobias (* 1978), deutscher Moderator und Stadionsprecher
- Ufer, Uwe (* 1965), kaufmännischer Geschäftsführer und VorstandUwe Ufer (* 1965)

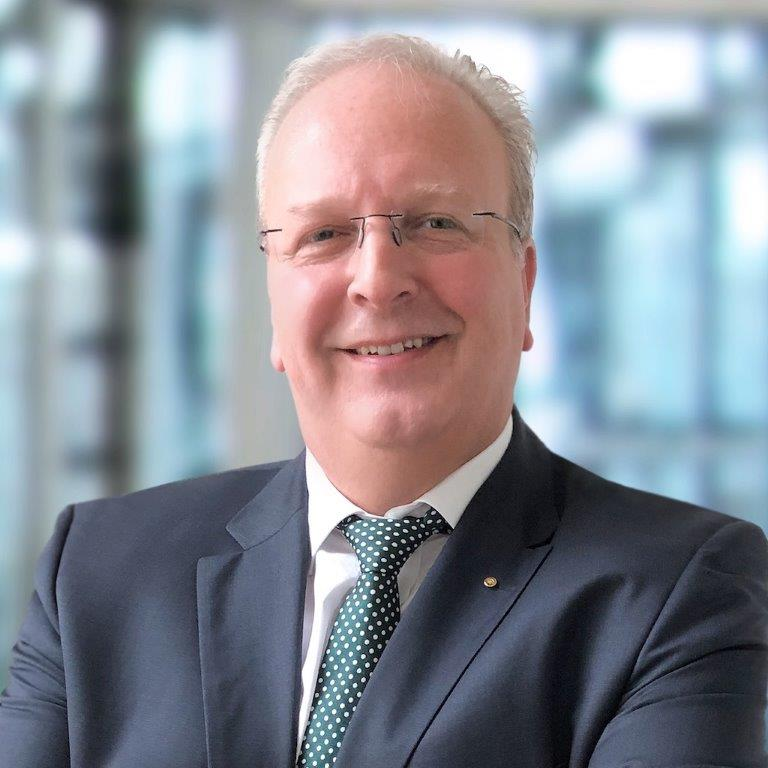
Uwe Ufer (* 1965)

- Ufer, Walter (1876–1936), US-amerikanischer Maler
- Ufermann, Erhard (* 1956), deutscher Musiker, Komponist, Kulturarbeiter und evangelischer Theologe
- Ufermann, Laura (* 1985), deutsche Badmintonspielerin
- Ufert, Oskar (1876–1952), deutscher Bildhauer

### Uff
- Uffel, Christian Heinrich August von (1750–1822), Amtshauptmann, Domherr und Rittergutsbesitzer
- Uffelen, Chris van (* 1966), niederländischer Architekturhistoriker
- Uffelmann, Dirk (* 1969), deutscher Literaturwissenschaftler und Slawist
- Uffelmann, Gerd (1912–1999), deutscher Jurist und Pharmazeut
- Uffelmann, Heinrich (1641–1680), deutscher evangelischer Theologe
- Uffelmann, Julius (1837–1894), deutscher Mediziner, Medizinhistoriker und Hochschullehrer
- Uffelmann, Uwe (1937–2008), deutscher Pädagoge, Historiker und Geschichtsdidaktiker
- Uffeln, Georg Ludwig von († 1733), kaiserlicher General
- Uffeln, Heinrich von (1615–1678), landgräflich hessen-kasselscher Generalwachtmeister, kurbrandenburgischer Generalmajor und brandenburg-lüneburgischer Generalfeldwachtmeister
- Uffeln, Johann Georg von (1619–1690), Hamburger General und Stadtkommandant
- Uffeln, Richard (1859–1939), deutscher Lokalpolitiker, Bürgermeister von Moringen (1890–1927)
- Uffenbach, Achilles (1611–1677), Frankfurter Patrizier, Schöff und Ratsherr
- Uffenbach, Johann Friedrich Armand von (1687–1769), Älterer Bürgermeister der Reichsstadt Frankfurt, Sammler und Mäzen
- Uffenbach, Nikolaus von (1682–1744), Senator der Reichsstadt Frankfurt
- Uffenbach, Peter (1566–1635), Frankfurter Stadtarzt
- Uffenbach, Philipp, deutscher Maler
- Uffenbach, Zacharias Conrad von (1639–1691), Frankfurter Patrizier, Schöff und Ratsherr
- Uffenbach, Zacharias Konrad von (1683–1734), Frankfurter Patrizier, Schöffe und Ratsherr
- Uffenheimer, Albert (1876–1941), deutscher Arzt
- Uffenheimer, Josua, Schutzjude in Vorderösterreich
- Uffenorde, Walther (1879–1947), deutscher HNO-Arzt
- Uffer, Barbara (1873–1935), Schweizer Kindermädchen und Modell des Malers Giovanni Segantini
- Uffhausen, Horst (1909–1999), deutscher Bundesrichter, Präsident des Niedersächsischen Staatsgerichtshofs
- Uffie (* 1987), US-amerikanische Sängerin und Rapperin
- Üffing, Euthymia (1914–1955), deutsche Clemensschwester
- Üffing, Martin (* 1962), deutscher Ordenspriester und Theologe
- Uffmann, Katharina (* 1979), deutsche Rechtswissenschaftlerin und Hochschullehrerin
- Ufford, Maud († 1413), englische Adlige
- Ufford, Ralph († 1346), englischer Ritter, Justiciar von Irland
- Ufford, Robert, 1 Earl of Suffolk (1298–1369), englischer Adliger
- Uffrecht, Bernhard (1885–1959), deutscher Reformpädagoge und Autor

### Ufh
- Ufholz, Christiane (* 1947), deutsche Rock-, Jazz- und Bluessängerin

### Ufi
- Ufimzew, Anatoli (1914–2000), kasachisch-sowjetischer Schachspieler
- Ufimzew, Pjotr Jakowlewitsch (* 1931), russischer Physiker

### Ufo

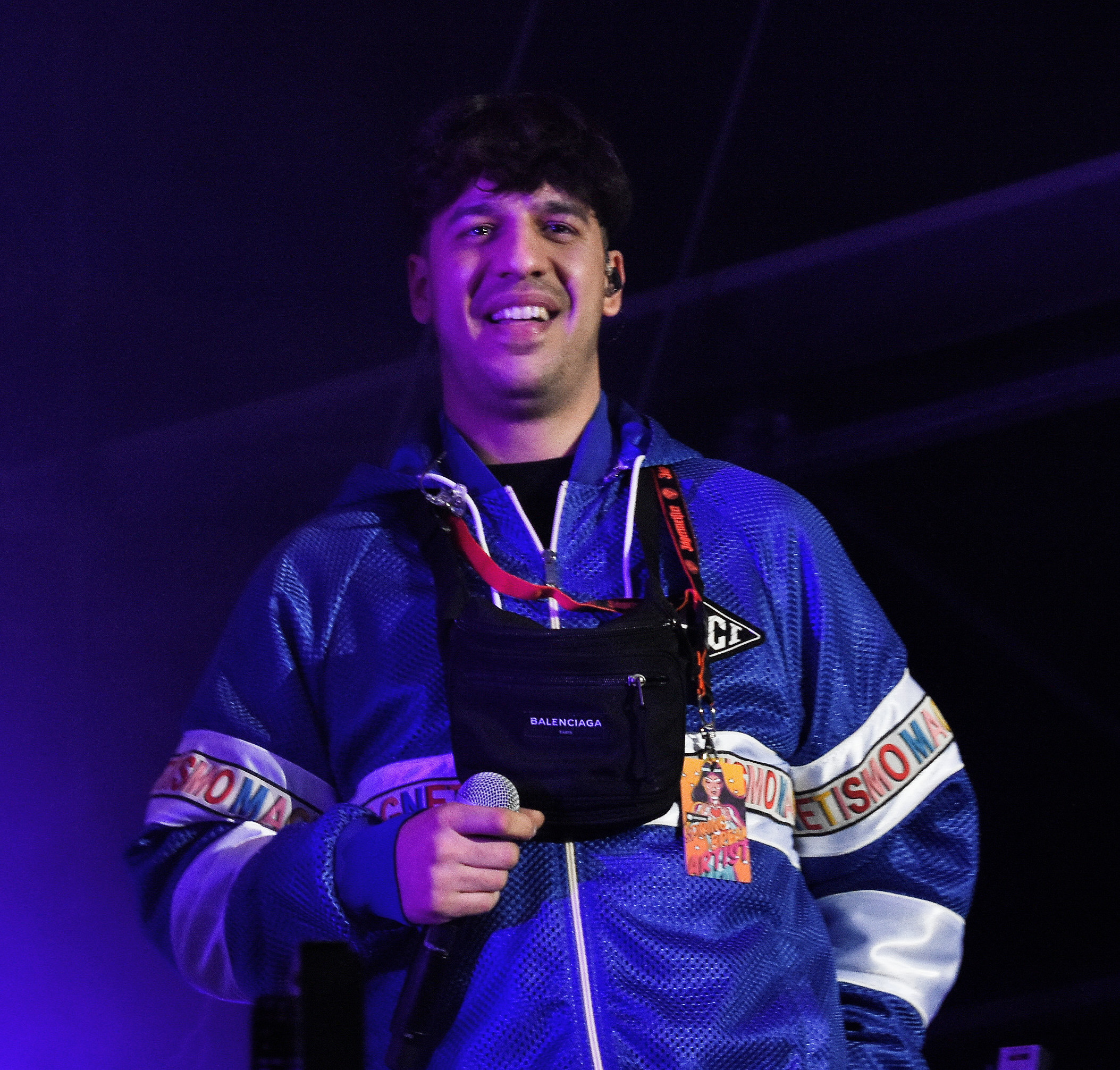
Ufo361 (* 1988)

- Ufo361 (* 1988), deutscher RapperUfo361 (* 1988)

### Uft
- Uftring, Niklas (* 1993), deutscher Florettfechter